# Vergil (Devil May Cry)
Vergil (バージル Bājiru?) är en fiktiv figur från tv-spelen Devil May Cry och Devil May Cry 3: Dante's Awakening. Han är huvudpersonen Dantes tvillingbror, liksom de båda spelens antagliga huvudantagonist. Han är hälften demon och hälften människa (precis som sin bror). Karaktären i spelet är löst baserad på den romerske poeten Vergilius. I specialutgåvan av Devil May Cry 3 är Vergil en spelbar karaktär.

## Fiktiv biografi
Vergil är den äldste sonen till demonriddaren Sparda och människokvinnan Eva. När han och den yngre brodern Dante var mycket små försvann fadern spårlöst av en oklar anledning, men lämnade ett arv efter sig: två svärd, och en amulett som gick att dela i två delar. Amuletten togs om hand av modern, medan svärdet Rebellion och katanan Yamato ärvdes av Dante respektive Vergil. Efter en tid gav Eva amulettens två delar till sönerna som födelsedagspresent. Kort därefter attackerades byn som de bodde i av demoner, vilket ledde till moderns död och att bröderna skiljdes åt. Dante ägnade hädanefter hela sitt liv åt att jaga och förinta demoner och Vergil anslöt sig till dessa och använde dem för att nå sitt yttersta mål - att få så mycket makt som möjligt.

## Roll i Devil May Cry
Demonjägaren Dante anländer till ön Mallet Island för att hjälpa Trish (en mystisk kvinna som liknar hans mor till utseendet) att förhindra demonprinsen Mundus från att utrota människorna. En bit in i uppdraget möter han en lika mystisk riddare i svart rustning, vars stridsstil påminner väldigt mycket om hans egen. Riddaren, vars namn är Nelo Angelo besegrar Dante, men råkar få syn på amuletthalvan som Dante har kring sin hals precis innan han skulle dela ut det dödande hugget och flyr i panik och smärtor.